# 1-metilnicotinammide
1-metilnicotinammide (1-MNA) – derivato metilico della nicotinammide (niacina, vitamina B3). È una sostanza endogena prodotta nel fegato durante il metabolismo della nicotinamide. Partecipa alla cosiddetta via di recupero della nicotinammide nella via metabolica del NAD+ (nicotinammide adenina dinucleotide) e, pertanto, è coinvolto nell'ottimizzazione dei livelli di NAD+.

## Presenza
La più alta concentrazione naturale di 1-MNA si trova nelle alghe brune wakame (Undaria pinnatifida - 3,2 mg/100 g di alga secca) e nelle foglie di tè verde (3 mg/100 g di prodotto). Gli altri prodotti con le più alte concentrazioni naturali di 1-MNA sono il sedano (1,6 mg/100 g di prodotto), i funghi neri cinesi, noti anche come shiitake (1,3 mg/100 g di funghi) e i semi di soia natto fermentati (1,0 mg/100 g di prodotto).

## Biosintesi
La 1-metilnicotinammide viene sintetizzata principalmente nel fegato mediante una reazione enzimatica catalizzata dalla nicotinammide-N-metiltransferasi (NNMT). Questa reazione avviene durante il metabolismo del NAD+.
La NNMT si trova anche nel tessuto cerebrale, nel tessuto adiposo, nel tessuto muscolare, nei reni e nella pelle.

## Ruolo nell’organismo
Gli studi scientifici dimostrano molte proprietà terapeutiche e salutari dell'1-MNA, tra cui l’azione vasoprotettiva, anticoagulante, antiaterosclerotica, antinfiammatoria, neuroprotettiva e migliorativa sull’efficienza dell’organismo.

### Azione vasoprotettiva
La 1-metilnicotinammide, agendo sull'endotelio vascolare, ha un effetto benefico sui vasi sanguigni. Migliora la biodisponibilità dell'ossido nitrico (NO), fondamentale per la vasodilatazione, e regola l'attività dell'ossido nitrico sintasi endoteliale (eNOS) – enzima responsabile della sinesti dell’NO.
Quest’azione è stata dimostrata in studi in vivo e in vitro. L’1-MNA, somministrato per via orale a soggetti sani e con ipercolesterolemia, aumenta il diametro dell'arteria brachiale (misurazione FMD) e stimola la secrezione di ossido nitrico da parte delle cellule endoteliali umane.
Inoltre, l'1-MNA, in presenza di disturbi della funzione vascolare (ipertrigliceridemia o diabete), ha ripristinato la normale vasodilatazione dipendente dall'ossido nitrico.
L'1-MNA, aumentando la biodisponibilità di NO, può contrastare le disfunzioni endoteliali, contribuire alla rigenerazione endoteliale e migliorare la funzione vascolare in presenza di rischio cardiovascolare.

### Azione anticoagulante
Le proprietà anticoagulanti della 1-metilnicotinammide sono dovute alla sua capacità di stimolare le cellule dell’endotelio vascolare. La 1-metilnicotinammide è un attivatore endogeno della sintesi della prostaciclina (PGI2) attraverso una via dipendente dalla ciclossigenasi 2 (COX-2). La prostaciclina (PGI2) endogena è responsabile, tra l'altro, dell’azione anticoagulante e antiaterosclerotica. La sua carenza provoca un aumento dell'aggregazione piastrinica e la formazione di trombi nelle arterie.

### Azione antiaterosclerotica e antinfiammatoria
L'1-MNA evidenzia un’azione antiaterosclerotica e antinfiammatoria. Essa è associata al miglioramento della funzione secretoria dell'endotelio vascolare, dipendente dalla prostaciclina e dall'ossido nitrico, all'inibizione dell'attivazione piastrinica, alla riduzione dell'infiammazione nella placca aterosclerotica, all'inibizione dello stato infiammatorio sistemico e alla riduzione del livello di TNF-α.
L’azione antinfiammatoria dell'1-MNA, dimostrata in molti studi, è dovuta alla sua capacità di stimolare la secrezione di PGI2 endogena e al suo effetto sulla riduzione del livello di IL-4 i TNF-α. L’azione antinfiammatoria dell'1-MNA è legata a meccanismi endoteliali e non a un effetto diretto sulle funzioni delle cellule immunitarie, pertanto non compromette la risposta dell'organismo..

### Ottimizzazione della NAD+
L’1-metilnicotinammide è un inibitore della nicotinammide-N-metiltransferasi (NNMT). Inibendo l'attività della NNMT, influisce sulla regolazione della biosintesi del NAD+ (nicotinammide adenina dinucleotide) attraverso la cosiddetta via di recupero della nicotinammide, che è la principale via di sintesi della NAD+ nei mammiferi. L'1-MNA, partecipando alla via di recupero della nicotinammide, permette di ottimizzare il livello della NAD+.

### Influenza sulla SIRT1
L’1-MNA incrementa l'espressione dei geni che codificano la sirtuina 1 (SIRT1) e ne influenza la stabilizzazione. La SIRT1 è un enzima associato alla longevità. È stato osservato l’effetto dell'1-MNA sulla vitalità e sulla durata della vita degli organismi modello, nonché l'associazione dell'1-MNA con la SIRT1.

### Azione neuroprotettiva
Esperimenti condotti su ratti affetti da diabete hanno dimostrato che la 1-metilnicotinammide ha un effetto positivo sulle lesioni degenerative cerebrali, consentendo di mantenere più a lungo l’efficenza cognitiva.
L'1-MNA previene i comportamenti depressivi, raggiungendo un'efficacia paragonabile a quella di un comune antidepressivo (fluoxetina). Quest’azione dell’1-MNA è dovuta, probabilmente, a una riduzione della neuroinfiammazione che si verifica nello stato depressivo, alla limitazione delle citochine pro-infiammatorie (IL-6, TNF-α) e all’incremento dell’espressione della proteina BDNF (agente neurotrofico di derivazione cerebrale, proteina che sostiene la sopravvivenza dei neuroni esistenti e stimola la crescita e la differenziazione di nuovi neuroni e sinapsi).
L'azione neuroprotettiva della 1-metilnicotinammide è dovuto alla sua capacità di proteggere da alcune neurotossine, dagli effetti tossici delle placche peptidiche (Aβ) che si depositano nel cervello, dall’effetto inibitorio sulla risposta neuroinfiammatoria e sull’apoptosi delle cellule nervose. L’1-MNA infuisce positivamente sulla correzione dei deficit di memoria e sul miglioramento delle funzioni cognitive. L’1-MNA può essere una nuova strategia per il trattamento di problemi di memoria, apprendimento e altri disturbi neurodegenerativi.

### Azione sull’efficienza dell’organismo
L’1-metilnicotinammide agisce come una miochina, aiutando l'organismo a utilizzare gli amminoacidi per la gluconeogenesi nel fegato e stimolando la lipolisi nel tessuto adiposo, che fornisce energia ai muscoli. L’integrazione (assunzione) di 1-MNA migliora la tolleranza agli sforzi e riduce la stanchezza. Dopo un mese di integrazione (assunzione) di 1-MNA, i pazienti post COVID-19 hanno riportato un miglioramento della distanza raggiunta nel test del cammino in 6 minuti (6MWT). Il 92% degli utilizzatori di 1-MNA ha riportato miglioramenti nel punteggio del test e molti hanno anche riportato un minore livello di stanchezza. Il miglioramento della distanza soggetti che avevano assunto 1-MNA è stata 3 volte superiore rispetto al gruppo di controllo.
Ulteriori studi hanno nuovamente evidenziato la capacità dell'1-MNA di migliorare l’efficienza dell’organismo sotto sforzo. Quest’azione è legata alla stimolazione del rilascio di PGI2, che protegge ulteriormente il microcircolo coronarico, polmonare e periferico, dalla formazione di microaggregati piastrinici e influisce sull'adeguato apporto di sangue ai tessuti muscolari. Grazie a questo meccanismo, l’1-MNA può proteggere dal rischio cardiovascolare indotto dall'esercizio fisico, in particolare nei casi di risposta ridotta dell’endotelio vascolare.

## Commercializzazione
L'uso della 1-metilnicotinammide negli alimenti è stato autorizzato sotto forma di 1-metilnicotinammide cloruro.
Il processo di notifica e registrazione dell'1-MNA cloruro come nuovo alimento nell'Unione europea è stato portato avanti con successo da Pharmena SA.  Nel 2017 è stata pubblicata l’opinione dell’Autorità europea per la sicurezza alimentare (EFSA), che ha confermato la sicurezza dell'1-MNA cloruro negli alimenti (integratori alimentari). In base all’opinione positiva dell’EFSA, nel 2018, La Commssione Europea, con il Regolamento di esecuzione 2018/1123, ha consentito l’introduzione dell'1-MNA cloruro come nuovo alimento nel segmento degli integratori dietetici e ha concesso alla società PHARMENA SA il diritto di tutela dei dati oggetto della notifica.

## Sicurezza
La sicurezza dell'1-MNA cloruro è stata ampiamente valutata dall'Autorità europea per la sicurezza alimentare (EFSA).  La valutazione scientifica condotta ha evidenziato che l'1-MNA è sicura per l'uso. [riferimento]
L’1-MNA cloruro disponibile negli alimenti deve essere conforme ai parametri di qualità stabiliti dal Regolamento di esecuzione della Commissione (UE) 2018/1123.